# ヤン・ファン・デル・ヘイデン
ヤン・ファン・デル・ヘイデン（Jan van der Heyden、1637年3月5日 - 1712年3月28日）は、オランダの画家、発明家である。建物や街を描いた作品などで知られている。消防用の装置なども発明した。

## 略歴
オランダ、南ホラント州のホルクムで生まれた。父親は製油所を所有する穀物商、仲買人で、ヤン・ファン・デル・ヘイデンは家族と1646年にアムステルダムに移った。ステンドグラス画家に弟子入りしたが、建築画に転じた。教会や宮殿を描いた。1661年に結婚した。

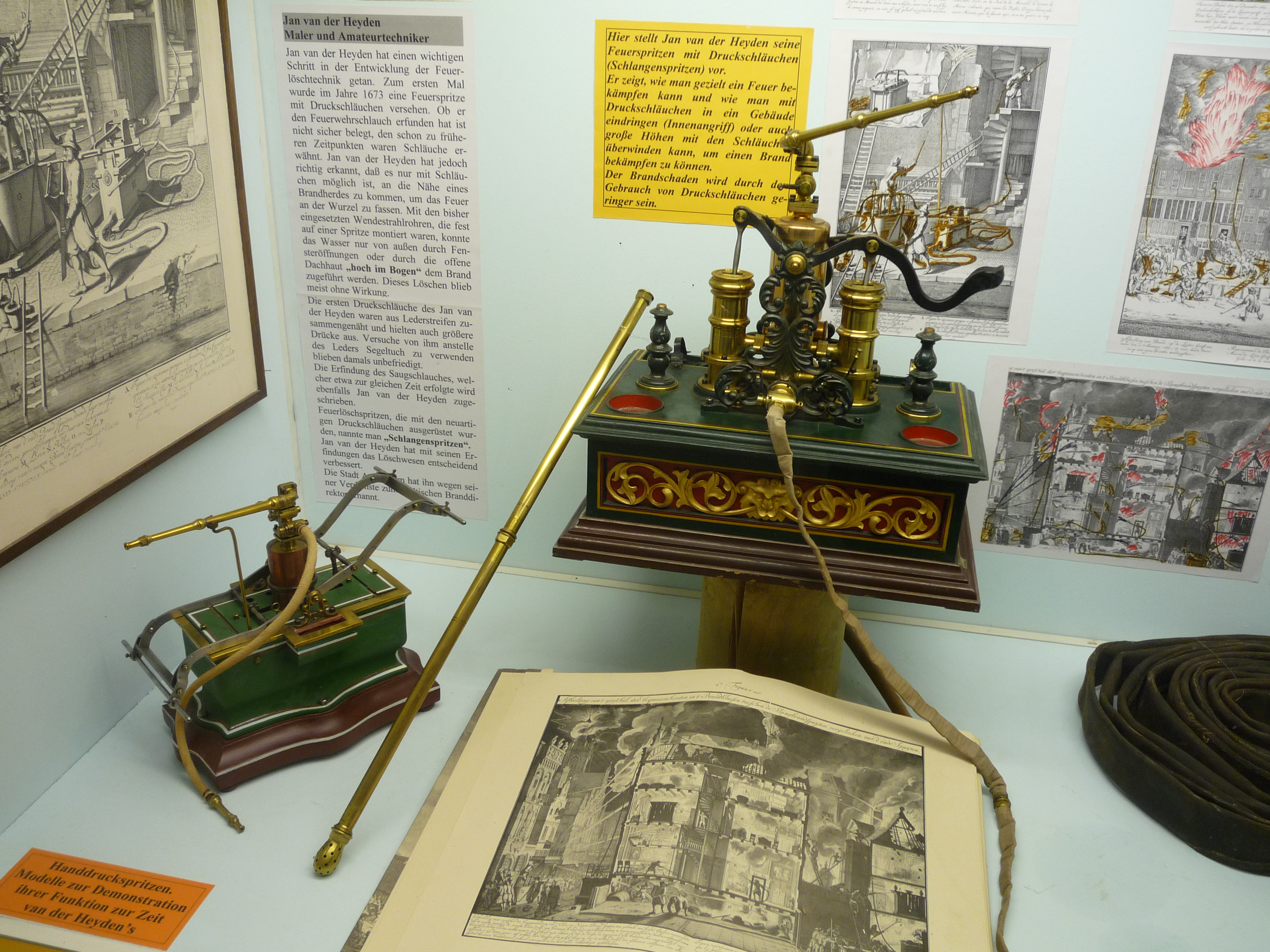
博物館に展示された消防ポンプなどの模型

このころ、油を使う街灯の発明をし、この街灯はアムステルダムで1669年から1840年まで使われていた。発明家、技術者としては、1666年のロンドン大火を受けて、消防の装備の改善に取り組み、より可搬性に優れ、高い圧力を発生できる手動消防ポンプの開発や、より高圧に耐えられる消防ホースの開発を行った。この発明は特許をとり、兄弟とホースの販売を行った。1690年には自ら挿絵を描いたマニュアル「Beschrijving der nieuwlijks uitgevonden en geoctrojeerde Slangbrandsp｜uiten」を息子と出版した。また1700年ごろにゾイデル海の灯台の建設に関わった。
画家としては都市景観図などの風景画や室内画、静物画を描いた。1860年代にドイツ各地を旅し、その景観を描いた。ヨハネス・リンゲルバッハ(1622-1674)やアドリアーン・ファン・デ・フェルデ(1636-1672)、エグロン・ファン・デル・ネール(1635/1636-1703)といった画家と共作することもあった。作品はルーブル美術館などにも収蔵されている。

## 作品

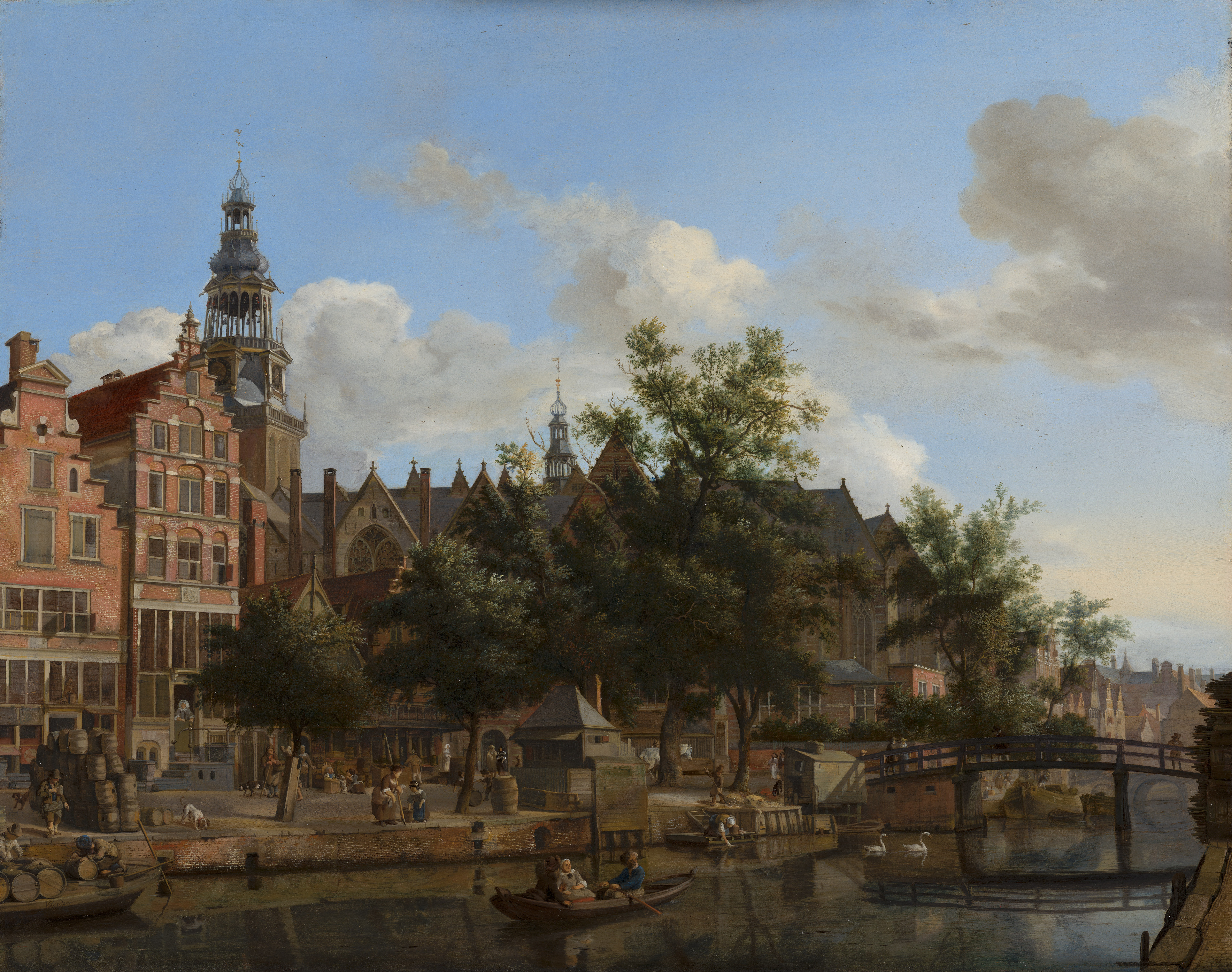
アムステルダム、アウデザイツ・フォールバーフワルの眺め(c.1670)アドリアーン・ファン・デ・フェルデと共作
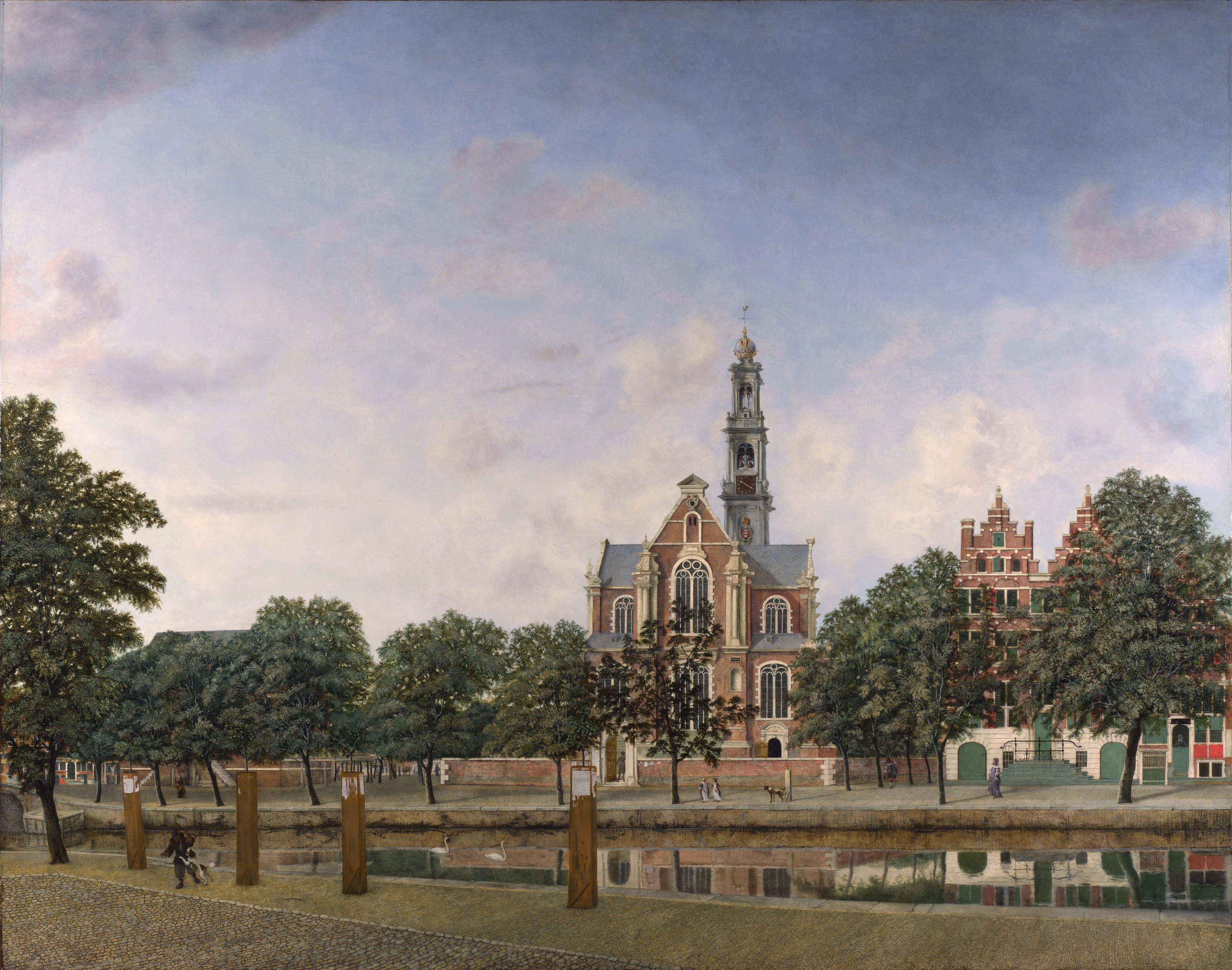
『アムステルダム、ウェステルケルクの眺め』 (1660年ごろ)、ナショナル・ギャラリー (ロンドン)蔵
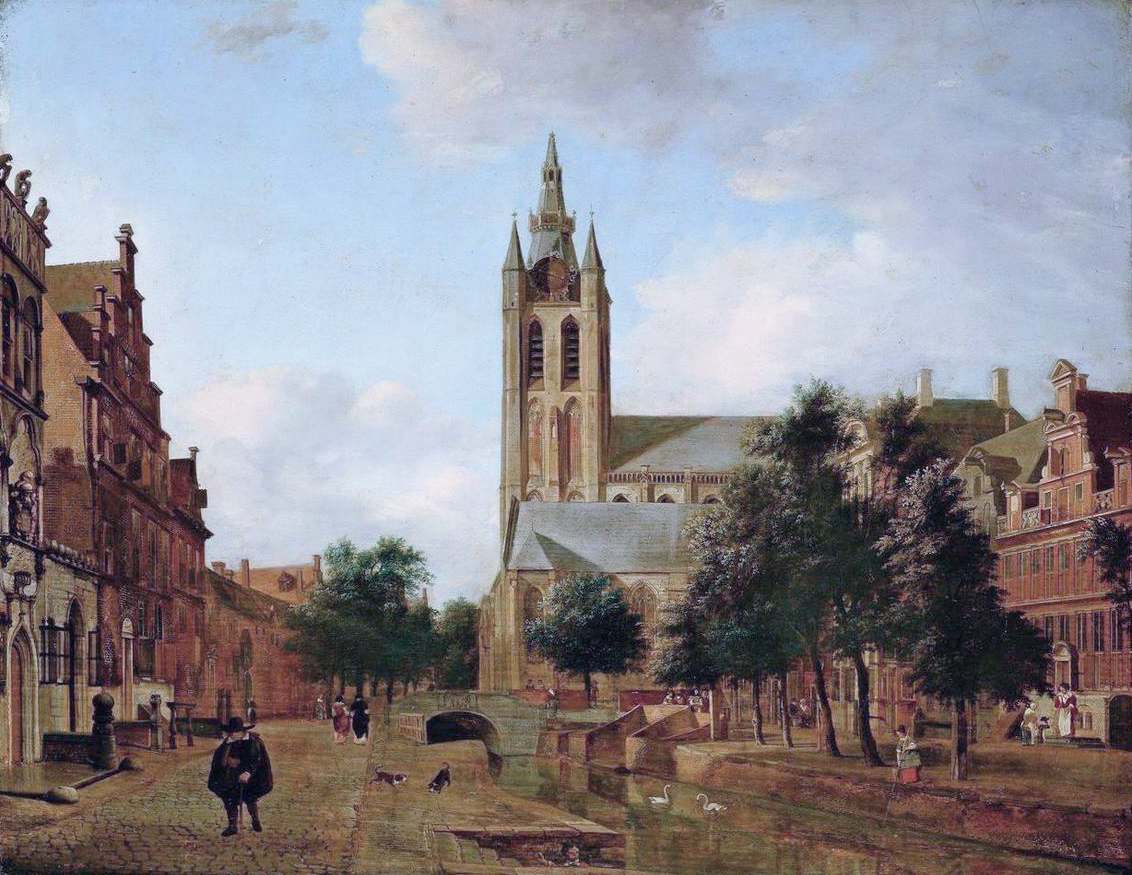
デルフトの旧教会
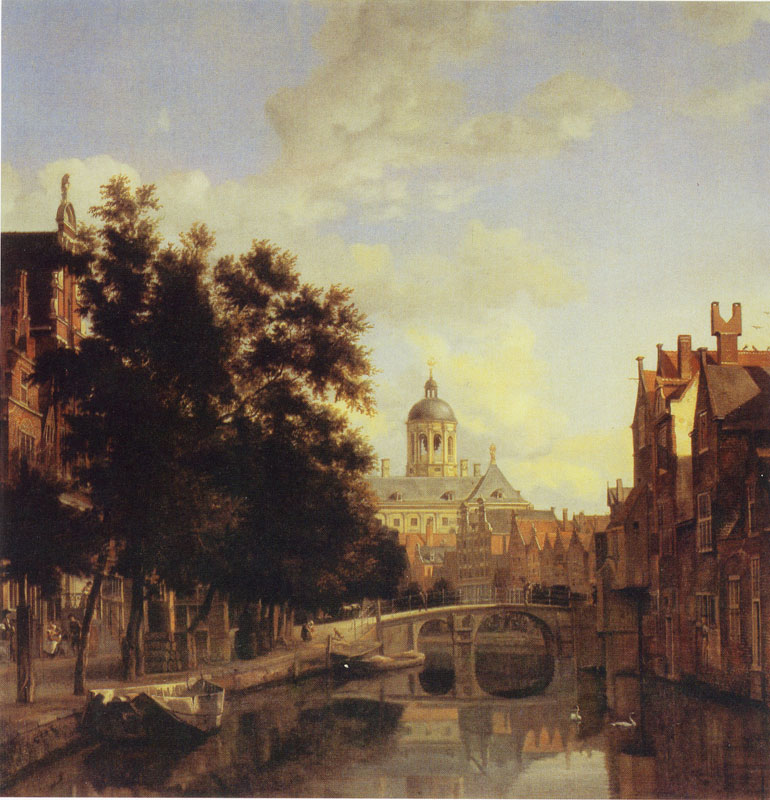
アムステルダムの市庁舎 (1670)、個人蔵
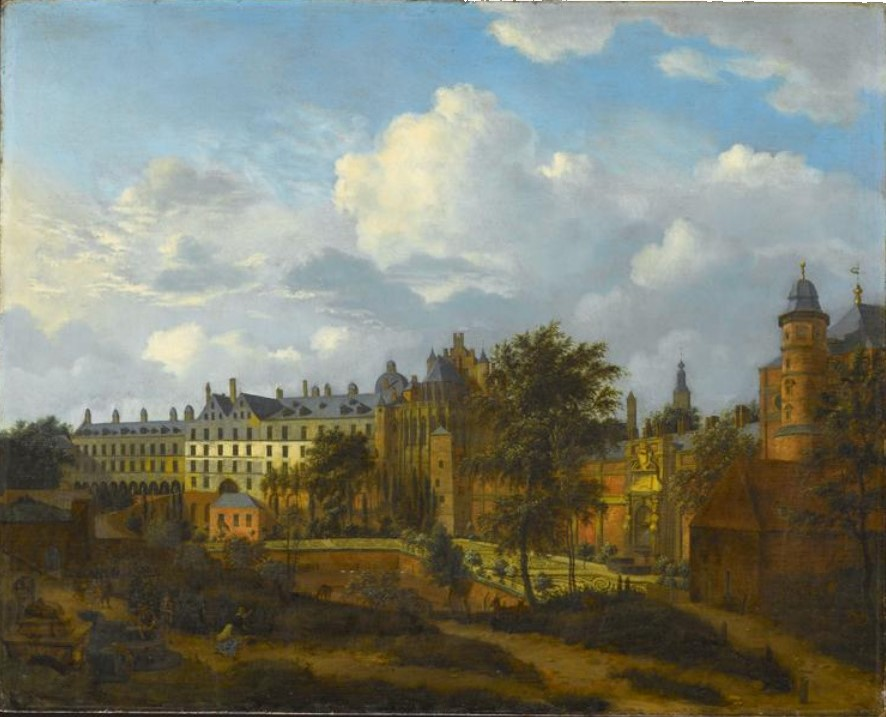
『ブリュッセルのブルゴーニュ公旧城』 (1670年)、ルーヴル美術館蔵
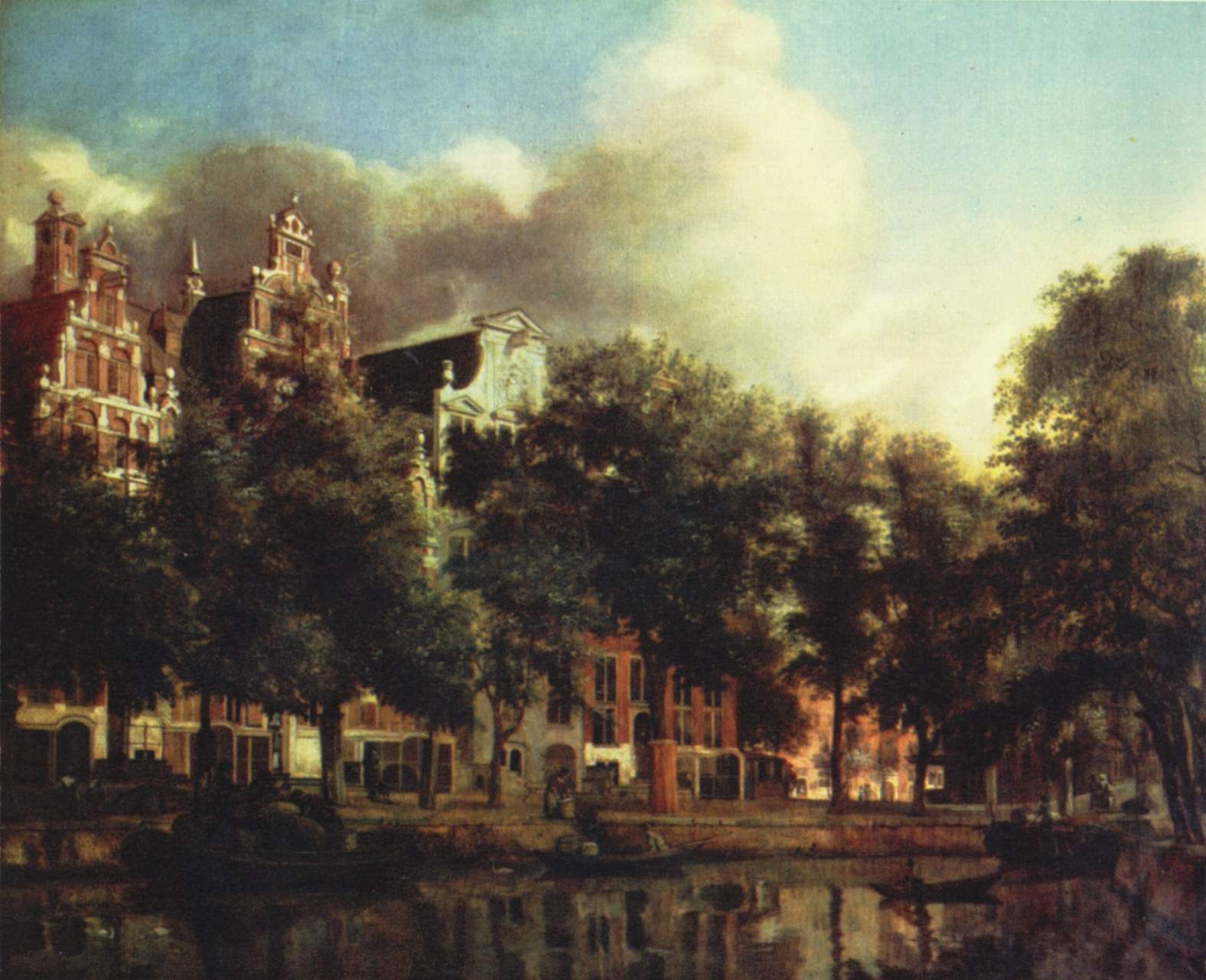
『アムステルダムのヘレンフラハト』 (1668-1674年頃)、ルーヴル美術館蔵
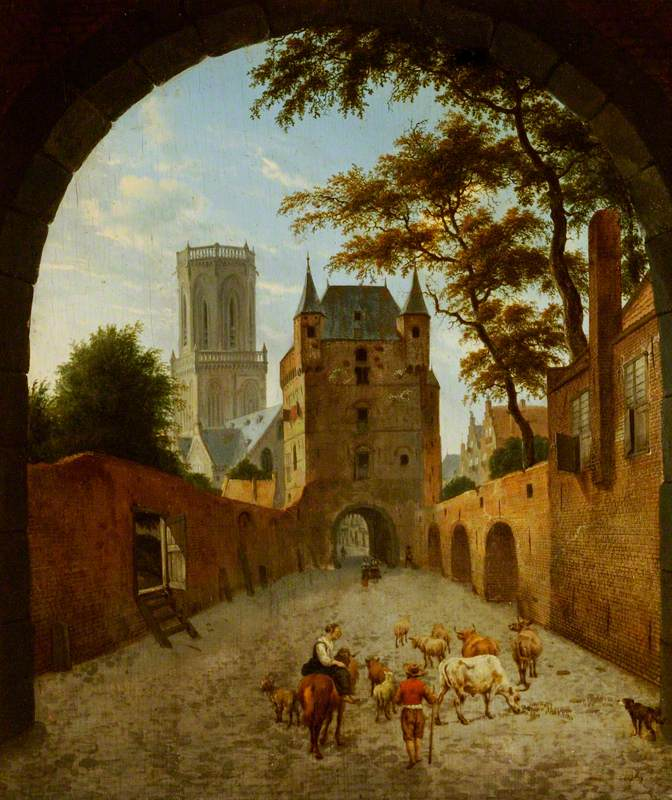
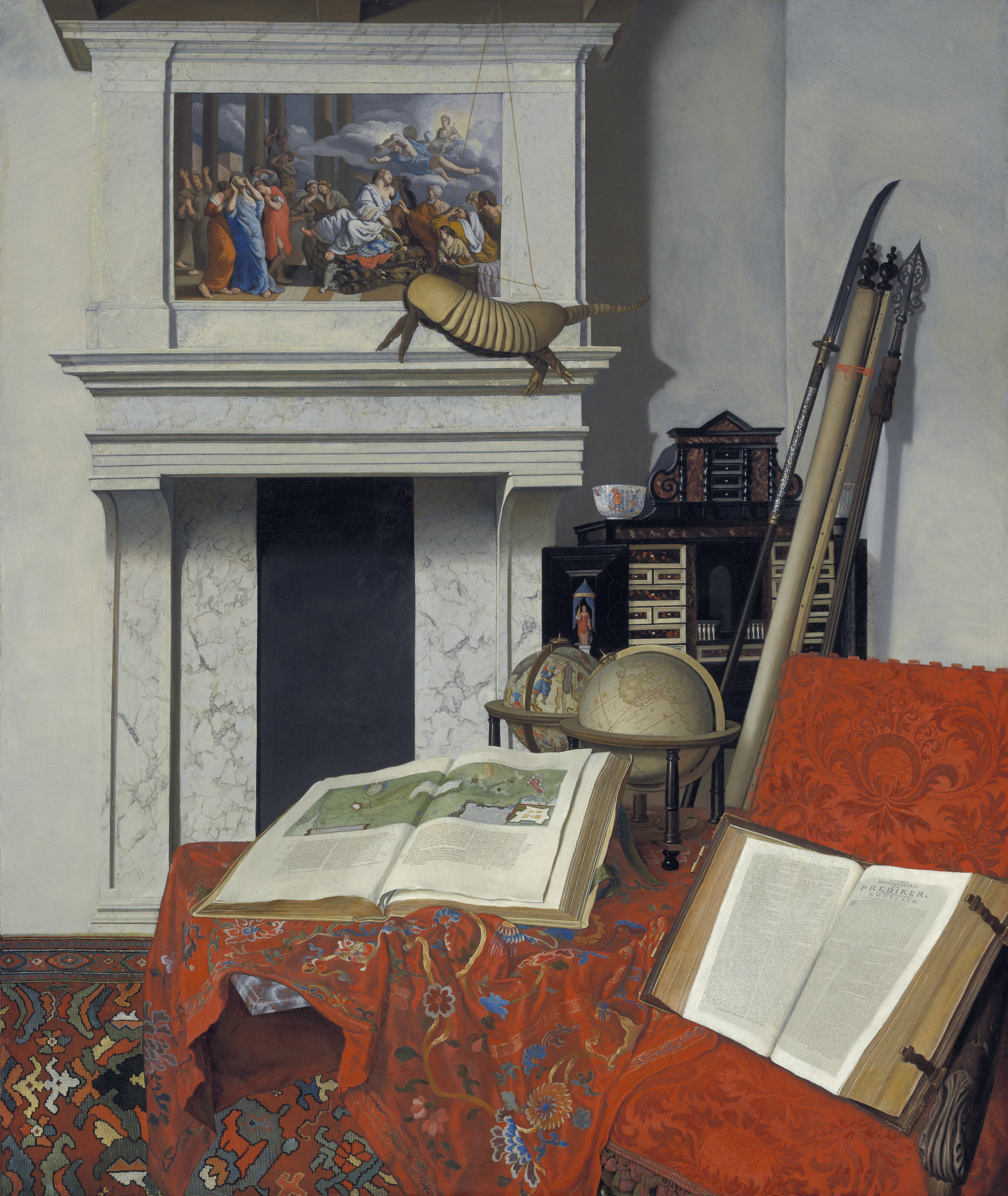
珍品の飾られている部屋の一角
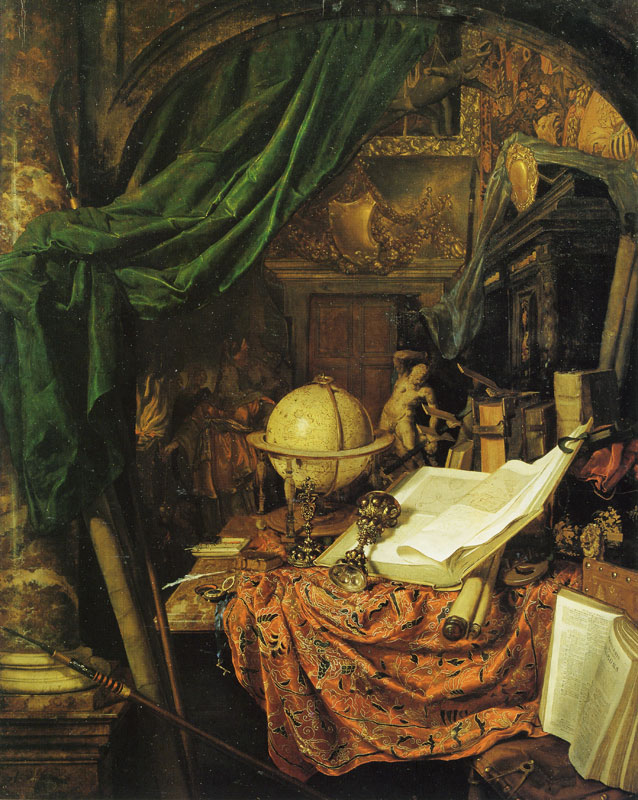
地球儀や置物などのある静物画(1670)、ウィーン美術アカデミー蔵